# 施雷姆斯
施雷姆斯是奧地利的城鎮，位於該國東北部，由下奧地利州負責管轄，始建於1200年，面積60.82平方公里，海拔高度532米，是該地區的工業中心，2012年人口5,632。